# Kanton Reims-4
Der Kanton Reims-4 ist seit 1889 ein französischer Wahlkreis im Arrondissement Reims im Département Marne und in der Region Grand Est; sein Hauptort ist Reims.

## Gemeinden
Der Kanton besteht aus sechs Gemeinden und Teilgemeinden mit insgesamt 27.516 Einwohnern (Stand: 1. Januar 2022) auf einer Gesamtfläche von 29,11 km²:
| Gemeinde          | Einwohner 1. Januar 2022 | Fläche km² | Dichte Einw./km² | Code INSEE | Postleitzahl |
| ----------------- | ------------------------ | ---------- | ---------------- | ---------- | ------------ |
| Bezannes          | 4.456                    | 8,01       | 556              | 51058      | 51430        |
| Champfleury       | 603                      | 4,02       | 150              | 51115      | 51500        |
| Champigny         | 1.616                    | 4,49       | 360              | 51118      | 51370        |
| Reims             | 9.856                    | 2,00       | 4.928            | 51454      | 51100        |
| Tinqueux          | 10.662                   | 4,15       | 2.569            | 51573      | 51430        |
| Villers-aux-Nœuds | 323                      | 6,44       | 50               | 51631      | 51500        |
| Kanton Reims-4    | 27.516                   | 29,11      | 945              | 5114       | –            |

1. ↑   Nur der westliche Teil der Gemeinde, der Rest verteilt sich auf die Kantone Reims-1, Reims-2, Reims-3, Reims-5, Reims-6, Reims-7, Reims-8 und Reims-9.

Bis zur landesweiten Neuordnung der französischen Kantone im März 2015 gehörte zum Kanton Reims-4 ein Teil der Gemeinde Reims. Er besaß vor 2015 den INSEE-Code 5122.